# 张光强
张光强（1951年—），山东曹县人，汉族，中华人民共和国政治人物、第十一届全国人民代表大会陕西地区代表。
毕业于中央党校经济管理专业，是中共党员。担任西北农林科技大学党委书记。2008年起担任全国人大代表。